# فاليريو فيوري
فاليريو فيوري (بالإيطالية: Valerio Fiori)‏ (روما، 27 مارس 1969)، حارس مرمى في نادي إيه سي ميلان، وقد لعب مباراة واحدة فقط منذ انضمامه إلى إيه سي ميلان كانت في كأس إيطاليا. بدأ مسيرته في نادي لوديدجاني في عام 1985، وقد لعب له مباراة واحدة، وفي عام 1986 انتقل إلى نادي لاتسيو ولعب له 117 مباراة، وفي عام 1993 انضم إلى نادي كالياري ولعب له 82 مباراة، وفي موسم 1996/1997 لعب لنادي تشيزينا ولعب له 18 مباراة، وفي موسم 1997/1998 انتقل إلى نادي فيورنتينا، ولعب له مباراة واحدة، وفي موسم 1998/1999 انضم إلى نادي بياتشنسا ولعب له 28 مباراة، ومنذ عام 1999 وهو مع نادي إيه سي ميلان. وفي نهاية موسم 2007/2008 أعلن فيوري اعتزاله اللعب.

## روابط خارجية
- فاليريو فيوري على موقع الاتحاد الدولي (مؤرشف)  (الإنجليزية)
- فاليريو فيوري على موقع قاعدة بيانات كرة القدم.إي يو (الإنجليزية)
- فاليريو فيوري على موقع عالم كرة القدم.نت (الإنجليزية)
- فاليريو فيوري على موقع كووورة